# 熱供給事業法
熱供給事業法（ねつきょうきゅうじぎょうほう、昭和47年6月22日法律第88号）は、熱供給事業の運営を適正かつ合理的に図り、ならびに熱供給施設の工事、維持および運用を規制することによって、公共の安全を確保する（同法1条）ことに関する法律である。
法令番号は昭和47年法律第88号、2015年（平成27年）の第189回通常国会に改正法が提出され、同年6月24日公布、2016年（平成28年）4月1日に改正施行された。この改正で事業の許可制が登録制となった。

## 構成
- 第1章 - 総則（第1条〜第2条）
- 第2章 - 事業の登録（第3条〜第12条）
- 第3章 - 業務（第13条〜第19条の3）
- 第4章 - 保安（第20条〜第24条）
- 第5章 - 雑則（第25条〜第33条の3）
- 第6章 - 罰則（第34条〜第41条）
- 附則